# 丁 (kanji)
丁 est un kanji.

## Lecture
- On'yomi :

チョウ (chō) : nombre pair, bloc, morceau
テイ (tei) : 4e dans une série, adulte, en forme de T
- Kun'yomi : hinoto

Clef : 一, un.

## Compteur
- 丁 (チョウ, chō) : compteur pour les plats à servir au restaurant
  - ー丁 (イッチョウ, icchō) : 1 plat
  - ニ丁 (ニチョウ, nichō) : 2 plats
  - 三丁 (サンチョウ, sanchō) : 3 plats
  - 四丁 (ヨンチョウ, yonchō) : 4 plats
  - 五丁 (ゴチョウ, gochō) : 5 plats
  - 六丁 (ロクチョウ, rokuchō) : 6 plats
  - 七丁 (ななチョウ, nanachō) : 7 plats
  - 八丁 (ハッチョウ, hacchō) : 8 plats
  - 九丁 (クュウチョウ, kyūchō) : 9 plats
  - 十丁 (ジュチョウ, jucchō) : 10 plats

Il peut aussi servir, avec la même lecture, à compter les ciseaux, les armes à feu, les outils…